# Estação Bizet
Bizet é uma estação da linha 5 (antiga 1B) do Metro de Bruxelas.

## Dados
Endereço: 1070 Anderlecht, Bélgica
Inauguração: 10 de janeiro de 1992
Proprietário: Société des Transports Intercommunaux de Bruxelles